# Mohamed Rizal Tisin
Mohamed Rizal Tisin (Kelang, Selangor, 20 de juny de 1984) és un ciclista malaisi especialista en pista. Ha guanyat una medalla de bronze al Campionats de Món de Quilòmetre contrarellotge.

## Palmarès
- 2006
  - Campió d'Àsia en Keirin
- 2008
  - Campió d'Àsia en Quilòmetre contrarellotge
- 2009
  - Campió d'Àsia en Velocitat per equips
- 2011
  - Campió d'Àsia en Quilòmetre contrarellotge

### Resultats a laCopa del Món
- 2008-2009
  - 1r a Pequín, en Quilòmetre contrarellotge